# Караван (Харківський район)
Карава́н — село в Україні, у Харківському районі Харківської області. Населення становить 206 осіб. Орган місцевого самоврядування — Малоданилівська селищна рада.

## Географія
Село Караван знаходиться на правому березі річки Лопань, вище за течією примикає до села Лужок, нижче за течією на відстані 1 км — село Зайченки, на протилежному березі — смт Мала Данилівка та колишнє селище Інститутське. До залізничних станція Дергачі і Підміська — 4 км. Поруч із селом знаходиться балка Яр Полтавський по якій протікає пересихаючий струмок з загатамою, село оточене великим лісовим масивом — урочище Харківське (дуб).

## Населення

### Мова
Розподіл населення за рідною мовою за даними перепису 2001 року:
| Мова       | Кількість | Відсоток |
| ---------- | --------- | -------- |
| українська | 168       | 80.77%   |
| російська  | 38        | 19.23%   |
| Усього     | 206       | 100%     |